# 小笠原忠忱
小笠原 忠忱（おがさわら ただのぶ）は、江戸時代末期の大名、明治時代の華族、政治家。位階勲等爵位は従三位勲三等伯爵。小笠原宗家29代当主で、豊前国小倉藩の第10代（最後）藩主、初代藩知事。貴族院伯爵議員。
第9代藩主・小笠原忠幹の次男。正室は上杉斉憲の娘。子に小笠原長幹（長男）、小笠原長丕（次男、兄・小笠原貞孚の養子）、小笠原豊（三男）、照子（津軽英麿正室）、百子（尚昌室）。幼名は豊千代丸。号は錦陵。兄に貞孚（安志藩主）。

## 生涯
慶応元年（1865年）9月6日、父・忠幹が死去する。しかし、嫡子の忠忱はわずか4歳という幼年であったうえ、翌年には第二次長州征伐も控えていたため、重臣たちは忠幹の喪を秘した。以後、家老の小宮民部、島村志津摩らにより藩政は動かされた。第二次長州征伐では、長州藩の攻撃を受け、慶応2年8月には小倉城に火を放って退却した。同年9月、田川郡香春に政庁を設置した。慶応3年1月、長州藩と講和する。
慶応3年（1867年）6月25日、父忠幹の死亡を幕府に届け、家督を継いだ。慶応4年3月、幼少の忠忱に代わり、重臣を上洛させて、新政府に従う姿勢を示した。同年4月7日、新政府に対し、避難していた熊本藩領から本領に戻ることを申請する。
明治2年（1869年）、豊津藩知事となり、華族に列する。明治4年7月15日、廃藩置県により知藩事職を解任される。明治6年（1873年）1月、明治政府からヨーロッパ留学の許可を得る。明治17年（1884年）には伯爵を授爵された。
明治18年（1885年）、蜂須賀正韶侯爵と徳川慶喜四女の筆子の結婚が決まった際には、礼法の宗家たる力量を発揮。三日間にわたる婚礼や披露宴を取り仕切った。明治23年（1890年）7月10日、貴族院議員となる。
明治30年（1897年）、36歳で死去した。
生前の著書に『小笠原流女礼抄』（1896年）がある

## 栄典
位階
- 1894年（明治27年）6月30日 - 正四位[16]
- 1897年（明治30年）2月5日 - 従三位[6]

爵位
- 1884年（明治17年）7月7日 - 伯爵[17]

授章
- 1887年（明治20年）7月20日 - 金製黄綬褒章[18]
- 1897年（明治30年）2月5日 - 勲三等瑞宝章[6]

## 系譜
- 父：小笠原忠幹（1827年 - 1865年）
- 母：上田氏
- 正室：上杉斉憲の娘
- 生母不明の子女
  - 長男：小笠原長幹（1885年 - 1935年）
  - 次男：小笠原長丕（1891年 - 1968年） - 小笠原貞孚の養子
  - 三男：小笠原豊[19]
  - 女子：照子 - 津軽英麿正室
  - 次女：百子（1896年 - 1950年） - 尚昌夫人